# Elefantiasis
Lymfatisk filariasis även känt som elefantiasis orsakas av parasitiska maskar tillhörande överfamiljen Filarioidea. Många fall av sjukdomen saknar symptom men vissa utvecklar stora svullnader i armar, ben eller genitalia. Huden kan även förtjockas och individen kan uppleva smärta. Förändringarna kan leda till både sociala och ekonomiska problem för den drabbade till följd av social isolering och förlorad inkomst.
Maskarna sprids genom stick från infekterade mygg. Infektionen börjar vanligen under barndomen. Det finns tre maskarter som orsakar sjukdomen: Wuchereria bancrofti, Brugia malayi, och Brugia timori. Wuchereria bancrofti är den vanligaste. Maskarna skadar det lymfatiska systemet och lymfkärlen. Sjukdomen diagnostiseras under mikroskop genom att man undersöker blod som samlats under natten. Blodet bör undersökas i form av thick smear och färgas med en Giemsa-infärgning. Blodet kan även testas för antikroppar mot parasiterna.
Förebyggande sker genom att på årlig bas behandla hela de grupper i vilka sjukdomen uppträder, för att helt utrota parasiten. Detta tar ungefär 6 år. Medicering innefattar albendazol med ivermectin eller albendazol med dietylkarbamazin. Den medicinska behandlingen har inte ihjäl vuxna maskar men förhindrar vidare spridning av sjukdomen till dess att maskarna dör på egen hand. Att försöka förhindra myggbett är även rekommenderat både genom att minska antalet mygg, och genom användning av myggnät vid sängen.
Fler än 120 miljoner människor är smittade av lymfatisk filariasis. Kring 1,4 miljarder människor är vid risk att drabbas av sjukdomen i 73 olika länder. De områden där sjukdomen är som vanligast är Afrika och Asien. Sjukdomen orsakar en ekonomisk förlust av många miljarder dollar varje år.

## Orsaker

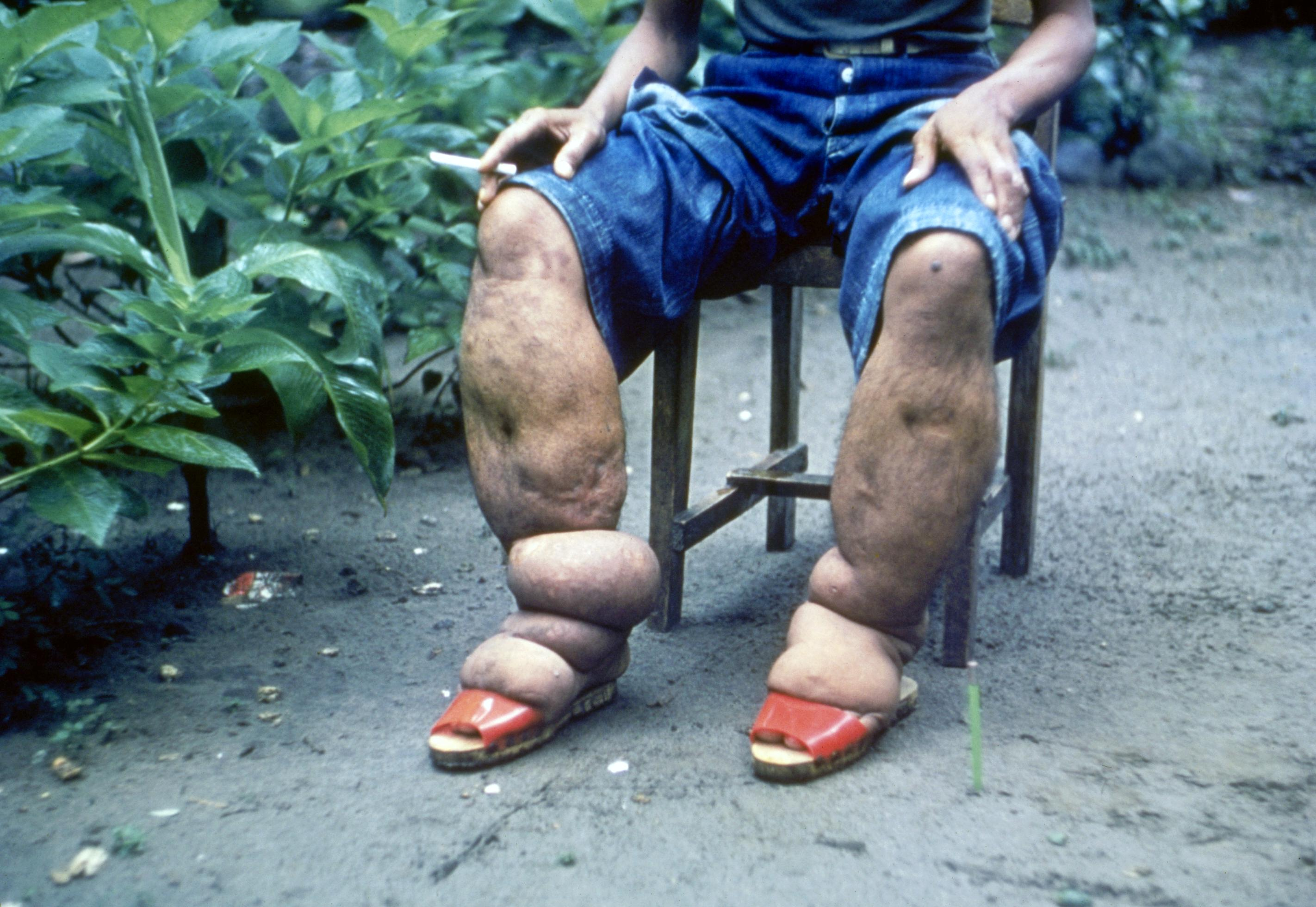
Elefantiasis på benen orsakat av filariasis. Luzon, Filippinerna.

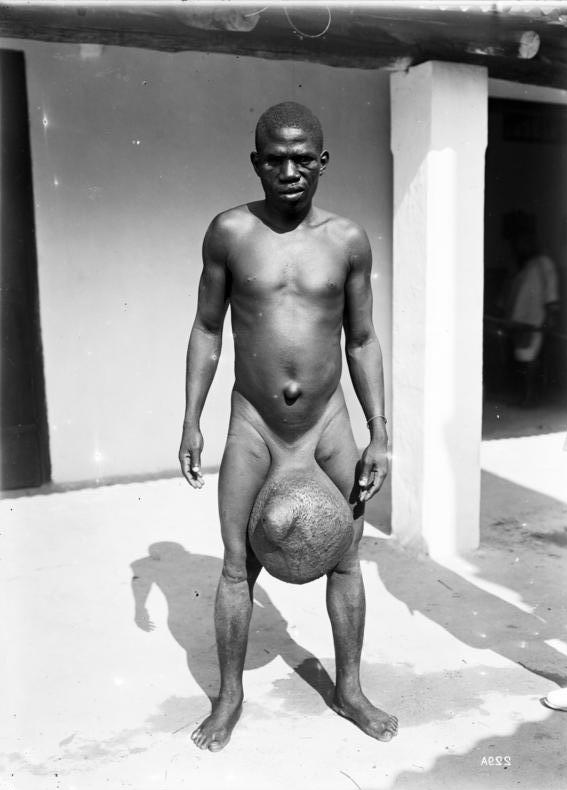
En man med elefantiasis i testiklarna i östafrika

Elefantiasis orsakas oftast av mikroskopiska, trådliknande parasitiska rundmaskar, som Wuchereria bancrofti, Brugia malayi och B. timori, vilka överförs vid bett från myggor. De vuxna rundmaskarna lever endast i det mänskliga lymfsystemet. Blockeringar i de lymfatiska kärlen leder till svullnad i den nedre torson, oftast i benen eller genitalierna. Det är inte helt känt om svullnaden orsakas av parasiten i sig eller av immunsystemets respons mot parasiten.
Elefantiasis kan även uppkomma utan en parasitisk infektion. Den icke-parasitiska formen av elefantiasis är känd som podoconiosis och de mest påverkade områdena är Uganda, Tanzania, Kenya, Rwanda, Burundi, Sudan, Egypten och Etiopien. Den värst drabbade regionen är Tanzania där upp till 6% av befolkning är påverkad i de endemiska områdena. Orsaken till ponoconiosis tros vara längre kontakt med irriterande jord, speciellt röda leror som är rika på alkalimetaller (till exempel natrium och kalium).

## Kulturella aspekter
Elefantiasis är oftast förknippat med "Elefantmannen", Joseph Merricks artistnamn. Namnet refererar till liknelsen att den lidande personens lemmar har tjock och säckig hud som en elefant. Man tror nu att Merricks missbildning inte var orsakad av elefantiasis utan av ett annat medicinskt problem kallat Proteus syndrom